# Buoso Donati
Buoso Donati (... – fine del XIII secolo) è uno dei cinque ladri fiorentini citati nella Divina Commedia da Dante, nella settima bolgia dell'Inferno dedicata ai fraudolenti che si macchiarono di furto (Inf. XXV).
Nel brano in questione Dante è completamente concentrato sulla descrizione delle metamorfosi tra dannati e serpenti, per cui le notizie biografiche sui vari personaggi sono completamente assenti, così come accenni alle loro colpe che li avrebbero dannati all'Inferno.
L'ultima parte del Canto XXV è interamente dedicata alla trasformazione duplice tra un uomo e un serpente. L'uomo è un tale Buoso, che diventerà rettile, mentre il serpente-ramarro è "quel che tu, Gaville, piagni".
I commentatori antichi hanno indicato, sebbene non senza incertezze, queste due figure come Buoso Donati e Francesco de' Cavalcanti.
Un Buoso Donati fu firmatario della pace tra guelfi e ghibellini proposta dal Cardinal Latino nel 1280 e sarebbe stato nipote dell'omonimo Buoso Donati il Vecchio contraffatto da Gianni Schicchi. Non si hanno notizie del suo peccato di furto.